# Ameisendrosseln

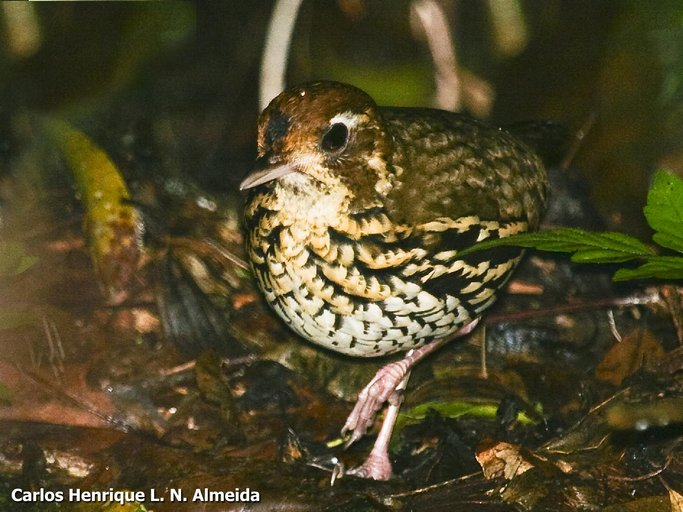
Streifenbrust-Ameisendrossel (Chamaeza campanisona)

Die Ameisendrosseln (Formicariidae) sind eine Familie in der Ordnung der Sperlingsvögel (Passeriformes). Sie umfasst die beiden Gattungen Formicarius und Chamaeza mit je sechs Arten, die in Mittel- und Südamerika vorkommen.

## Merkmale
Das Gefieder ist meist erdfarben. Die Vertreter der Gattung Formicarius haben größere Farbanteile im Gefieder, während die Arten der Gattung Chamaeza feiner gemustert und dunkler sind. Die Flügel sind mittellang. Der kurze Schwanz wird beim Laufen aufrecht gehalten. Der Körper ist mit 10 bis 20 cm mittelgroß, eiförmig und allgemein in waagerechter Haltung. Der mittellange Schnabel ist gerade und kräftig. Der mittelgroße Kopf hat häufig einen unbefiederten Augenring. Der Nacken ist dick. Die Beine sind lang. Die Zehen sind mittellang bis lang und dick. Die Geschlechter ähneln sich.

## Lebensraum
Ameisendrosseln bewohnen dichte, feuchte, tropische Wälder vom Flachland bis in die mittleren Höhen der Bergregionen.

## Nahrungsverhalten
Die Nahrung besteht überwiegend aus Wirbellosen. Gelegentlich bereichern Schnecken das Nahrungsangebot. Obwohl die Ameisendrosseln gelegentlich den Kolonnen der Ameisensoldaten folgen, ist diese Jagdtaktik eher unüblich. Individuen, die diese Jagdtaktik anwenden, halten sich allgemein in der Nähe der Kolonnen auf. Gewöhnlich suchen die Ameisendrosseln am Boden die Blätter nach Nahrung ab. Ihre langen Fußschritte werden durch Pausen unterbrochen, bei denen sie nach Beute Ausschau halten. Jeder Fußschritt wird durch das synchronisierte Anheben von Kopf und Schwanz betont.

## Fortpflanzungsverhalten
Über die Fortpflanzungsbiologie der Ameisendrosseln ist nur wenig bekannt. Sie sind monogam. Die Eltern teilen sich die Brutfürsorge. Ihre Nester errichten sie in Baumhöhlen, die nicht weit vom Boden entfernt sind. Das Nest besteht aus einer dichten Plattform aus Blättern, Blütenstielen, Stöcken, getrockneten Blüten und gelegentlich sogar aus abgestreifter Schlangenhaut. Üblicherweise legt das Weibchen zwei weiße Eier. Die Jungen schlüpfen nach zwei Wochen und nach weiteren zwei Wochen verlassen sie das Nest. Bei der Gattung Formicarius haben die geschlüpften Küken dunkle Haut und ein langes, flaumiges, graues Daunengefieder.

## Systematik
In älteren Systematiken wurden Ameisendrosseln und Ameisenpittas gemeinsam in die Familie Formicariidae gestellt. Jüngere DNA-Studien zeigten jedoch, dass Ameisendrosseln und Ameisenpittas keine Schwestergruppe bilden, sondern, dass die Ameisendrosseln eine Schwestergruppe der Töpfervögel (Furnariidae) darstellen. Die Klade der Ameisendrosseln und der Töpfervögel bildet die Schwestergruppe der Klade der Ameisenpittas (Grallariidae) und Bürzelstelzer (Rhinocryptidae). Die verwandtschaftlichen Beziehungen innerhalb der Familie Formicariidae sind noch nicht hinreichend erforscht. Belegt ist, dass die beiden Gattungen Formicarius und Chamaeza eine monophyletische Schwestergruppe bilden.

### Arten und ihre Verbreitung
- Formicarius
  - Graubrust-Ameisendrossel (Formicarius analis). Verbreitung: Costa Rica, Honduras bis Panama, Ecuador, Kolumbien, Venezuela, Trinidad, Guyana, Französisch-Guayana, Suriname, Brasilien, Bolivien.
  - Mexikoameisendrossel (Formicarius moniliger). Verbreitung: Mexiko.
  - Rostkappen-Ameisendrossel (Formicarius colma). Verbreitung: Kolumbien, Ecuador, Peru, Bolivien, Venezuela, Guyana, Französisch-Guayana, Suriname, Brasilien.
  - Rotbrust-Ameisendrossel (Formicarius rufipectus). Verbreitung: Costa Rica, Panama, Venezuela, Kolumbien, Ecuador, Peru.
  - Roststirn-Ameisendrossel (Formicarius rufifrons). Verbreitung: Äußerstes westliches Brasilien bis ins südöstliche Peru und ins nordwestliche Bolivien.
  - Schwarzkopf-Ameisendrossel (Formicarius nigricapillus). Verbreitung: Costa Rica, Panama, Kolumbien und Ecuador.

- Chamaeza
  - Bindenbrust-Ameisendrossel (Chamaeza mollissima). Verbreitung: Kolumbien, Peru, Bolivien.
  - Nördliche Rostschwanz-Ameisendrossel (Chamaeza turdina). Verbreitung: Kolumbien, Venezuela.
  - Südliche Rostschwanz-Ameisendrossel (Chamaeza ruficauda). Verbreitung: Brasilien, Argentinien.
  - Streifenbrust-Ameisendrossel (Chamaeza campanisona). Verbreitung: Kolumbien, Ecuador, Peru, Bolivien, Venezuela, Guyana, Brasilien, Argentinien.
  - Weißkehl-Ameisendrossel (Chamaeza nobilis). Verbreitung: Kolumbien, Ecuador, Peru, Bolivien, Brasilien.
  - Blasskehl-Ameisendrossel (Chamaeza meruloides). Verbreitung: Brasilien.

## Gefährdung und Schutz
Die IUCN listet elf Arten als „nicht gefährdet“ (least concern). Eine Art – die Roststirn-Ameisendrossel (Formicarius rufifrons)  – steht aufgrund von Lebensraumverlust und -fragmentierung auf der Vorwarnliste (near threatened).